# Mine Elkview
 (mars 2025).
La mine Elkview est une mine à ciel ouvert de charbon située près de Sparwood en Colombie-Britannique au Canada. Elle est détenue à 95 % par Teck Resources, à 2,5 % par Nippon Steel et à 2,5 % par POSCO, qui ont tous les deux acquis leurs parts en 2005 pour 25 millions de $. La mine a une superficie de 27 054 hectares dont 3 599 sont effectivement minés ou le seront.